# Itzy
Itzy (korejsky 있지, Itči, stylizováno jako ITZY) je jihokorejská dívčí skupina spadající pod společnost JYP Entertainment. Skládá se z pěti členek: Yeji, Lia, Ryujin, Chaeryeong a Yuna. Skupina officiálně debutovala 12. února 2019 se skladbou „DALLA DALLA“ (달라달라), která je součástí alba It'z Different.

## Historie

### 2015–2019: Činnost před debutem
Po neúspěšné účasti v konkurzu pořádaném Fantagiem byly Chaeryeong a její sestra obsazeny společností JYP Entertainment do třetí řady televizního pořadu K-pop Star. V roce 2015 se Chaeryeong zúčastnila reality show Sixteen produkované JYP, nedostala se však do finální sestavy vznikající dívčí skupiny Twice. Jako první členka Itzy podepsala smlouvu s agenturou JYP, se kterou trénovala pět let. Ryujin si všimli na koncertě skupiny Got7 a před debutem trénovala čtyři roky. Yuna i Yeji se k JYP připojily roku 2015 a trénovaly tři roky; Yunu objevili zaměstnanci agentury a Yeji úspěšně prošla konkurzem. Poslední členka Lia původně prošla konkurzem pro společnost SM Entertainment a přestože v něm uspěla, musela z něj na poslední chvíli kvůli neshodám s rodiči odejít. O několik let později se jí podařilo uspět v konkurzu pro JYP, její trénink pak trval dva roky.

### 2019: Debut sIt'z DifferentaIt'z Icy
21. ledna společnost JYP Entertainment oznámila, že budou debutovat novou dívčí skupinou, první od Twice z roku 2015. JYP nahráli na svůj oficiální kanál na YouTube nahrál trailer odhalující všech pět členek.
12. února skupina vydala své debutové mini album It'z Different společně s hlavním singlem „Dalla Dalla“. Píseň obsahuje prvky žánrů EDM. Skupina udělala jeden z největších debutů Billboardu, což se už Kpopovým umělcům už dlouho nepovedlo, přičemž „Dalla Dalla“ se umístila na třetím místě a dosáhla druhého místa v žebříčku World Digital Song Sales. V USA se prodalo přes 2000 kusů. Podle Nielsen Music to byla nejprodávanější k-popová píseň v zemi. „Want It?“ bylo vydáno společně s „Dalla Dalla“ a umístilo se na čísle osm a prodalo se 1 000 kusů. „Dalla Dalla“ se také stalo druhou nejpopulárnější písní na YouTube.

### 2020: Turné v USA a pokračující komerční úspěch

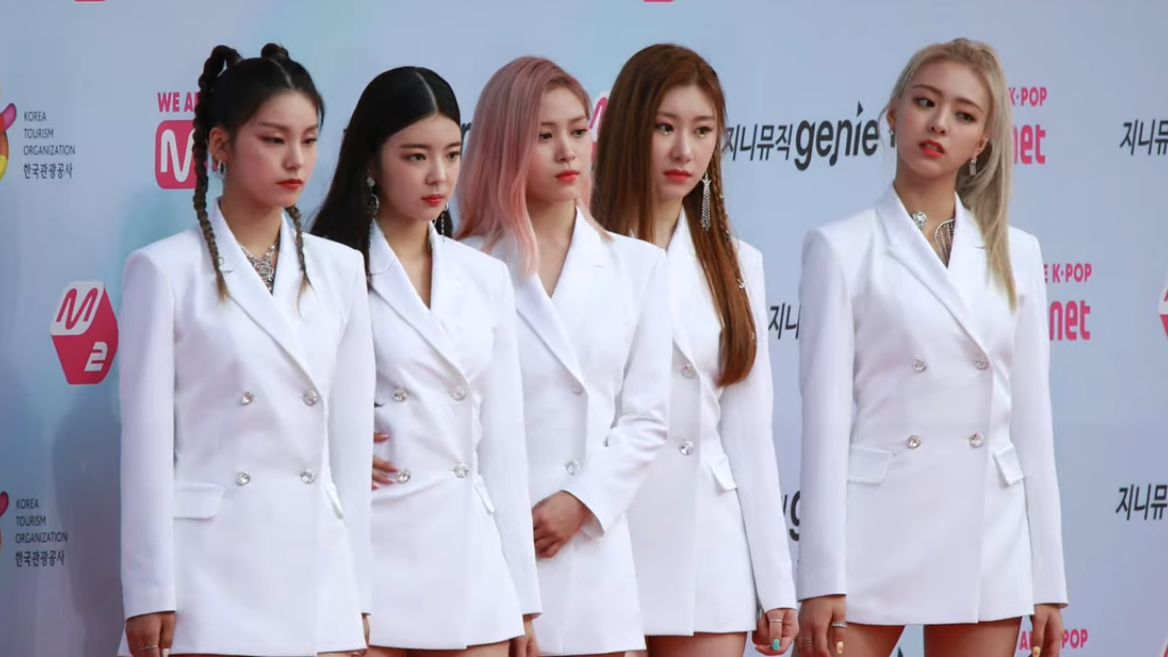
Itzy v roce 2019 na Genie Music Awards, kde zvítězily v kategorii nejlepšího nového umělce

Itzy zahájili rok s turné v USA. Jejich první show byla 17. ledna v Los Angeles. Itzy se 8. ledna ocitly na Gaon Music Awards.
9. března vydali Itzy své druhé EP It'z Me a jeho hlavní singl „Wannabe“. Na mini albu pracovali producenti, jako Sophie a Oliver Heldensovi, „Wannabe“ je experiment se zvuky EDM, jeho téma je svoboda, sebevědomí a individualita. 16. března téhož roku vystoupily s „Wannabe“ na korejské show Cultwo Show.
17. srpna vydali Itzy Not Shy, jejich třetí EP. Ačkoli to představovalo charakteristický popový zvuk „teen crush“, album znamenalo lyrický posun, Itzy totiž poprvé místo zpěvu o „nezávislosti a sebelásce“ začaly zpívat o „lásce k někomu jinému“. EP se umístilo na prvním místě v Gaon Album Chart s prodejem přes 219 048 kusů. „Not Shy“ se objevilo na několika hudebních show, kde dosáhlo pěti výher.

### 2021:Guess Who,Crazy in Lovea debut v Japonsku

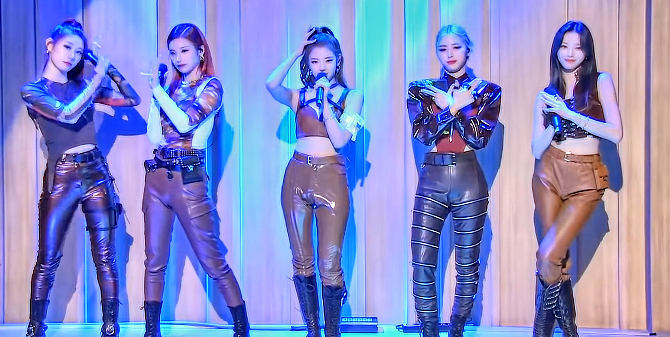
Itzy v květnu 2021

20. března vydali Itzy digitální singl „Trust Me (Midzy)“, píseň věnovanou jejich fanouškům.
30. dubna vydali Itzy své čtvrté EP Guess Who a jeho hlavní singl „In the Morning“. EP se dostalo na Billboard 200 na 148. místě, což z něj dělalo jejich první píseň na seznamu. Anglická verze „In the Morning“ byla vydána 14. května.  
1. září Itzy oznámily že budou debutovat v Japonsku pod Warner Music Japan s albem „What Is Itzy?“. 
24. září ITZY vydaly své první studiové album Crazy in Love a hlavní singl „Loco“. 5. října se Crazy In Love dostalo na jedenácté místo na Billboard 200.
1. listopadu Itzy oznámili, že 22. prosince vydají japonské album It'z Itzy.

## Členky
- Yeji (예지), rodným jménem Hwang Je-dži (황예지) – lídryně, tanečnice, vokalistka, rapperka[14]
- Lia (리아), rodným jménem Čchö Či-su (최지수), nebo Julia Choi – vokalistka, rapperka[14]
- Ryujin (류진), rodným jménem Šin Rju-džin (신류진) – rapperka, tanečnice, zpěvačka[14]
- Chaeryeong (채령), rodným jmenem I Čche-rjong (이채령) – tanečnice, zpěvačka, rapperka[14]
- Yuna (유나), rodným jménem Šin Ju-na (신유나) – tanečnice, rapperka, vokalistka, visual[14]

## Název

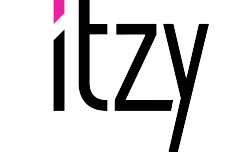
Logo skupiny ITZY

Název ITZY je odkaz na korejskou frázi 있지 (v překladu "existuje"). JYP Entertainment vysvětlili, že „vše v co fanoušci doufali, existuje ve skupině ITZY“. Název také může znamenat mít to nebo „mám to“. Znamená to, že ITZY má vše, co fanoušci chtějí nebo potřebují.
Fanoušci se oficiálně nazývají MIDZY. Název pochází z korejského slova 믿어, které se překládá jako důvěra. Předpokládá se, že jméno MIDZY znamená vzájemnou důvěru mezi ITZY a jejich fanoušky. ITZY zveřejnily obrázek se jménem na svém oficiálním Twitteru a Instagramovém účtu dne 7. července 2019.

## Diskografie

### Studiová alba
- Crazy In Love (2021)

### Mini alba
- IT'z ICY (2019)[21]
- IT'z Me (2020)[22]
- Not Shy (2020)[23]
- Guess Who (2021)
- Checkmate (2022)
- Cheshire (2022)
- Kill My Doubt (2023)
- Born To Be (2024) [24]
- GOLD (2024)[25]
- Girls Will Be Girls (2025)[26]

Singly
• IT'z Different (2019)
• Trust Me (Midzy) (2021)
Spolupráce
• Break Ice (2021)
• VAY (feat. CHANGBIN of STRAY KIDS) (z alba GOLD) (2024)